# Euastacus spinifer
Euastacus spinifer е вид ракообразно от семейство Parastacidae.

## Разпространение
Видът е разпространен в Австралия.